# Saclay
Saclay – miejscowość i gmina we Francji, w regionie Île-de-France, w departamencie Essonne.
Według danych na rok 1990 gminę zamieszkiwały 2894 osoby, a gęstość zaludnienia wynosiła 212 osób/km² (wśród 1287 gmin regionu Île-de-France Saclay plasuje się na 412. miejscu pod względem liczby ludności, natomiast pod względem powierzchni na miejscu 207.).

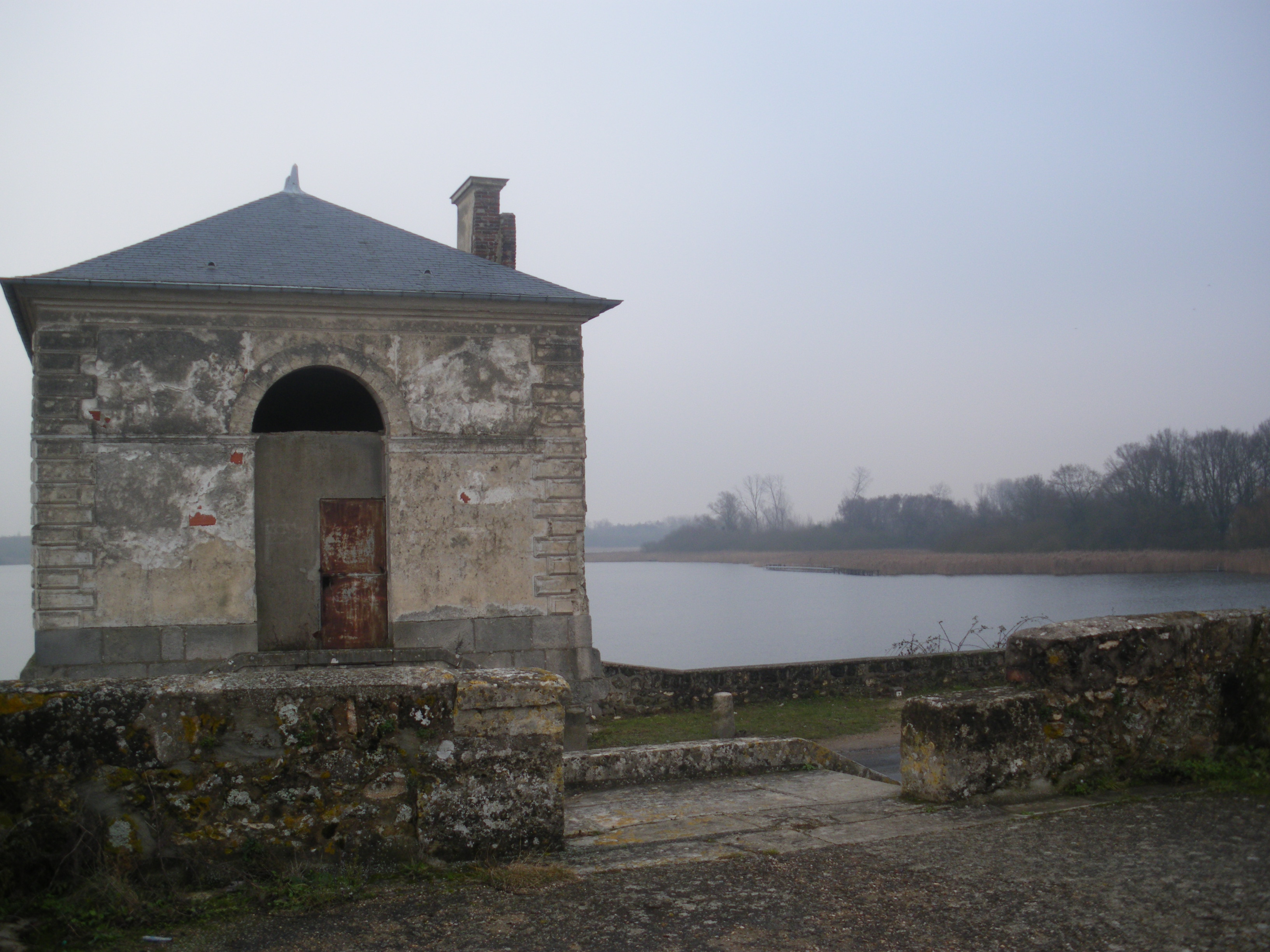
Staw w Saclay

Po decyzji Generała de Gaulle’a podjętej w 1945 o utworzeniu Komisariatu Energii Jądrowej od 1947 trwały prace nad budową w Saclay centrum badawczego CEA (według projektu architektonicznego Auguste’a Perret). Centrum badań jądrowych CEA-Saclay zatrudniało na początku XX wieku około 4 tys. osób (w latach 60. XX wieku nawet 10 tys. osób) i posiada budżet wynoszący około 1,5 mld euro. Znajduje się tu Laboratorium Leona Brillouina.